# Hitra cesta H3
Hitra cesta H3 (pogovorno severna ljubljanska obvoznica) je 10,22 km dolga štiripasovna hitra cesta, ki povezuje razcep Zadobrova na avtocesti A1 na severovzhodnem delu Ljubljane in razcep Koseze na avtocesti A2. 

## Zgodovina
Hitra cesta H3 je bila zgrajena v več etapah. Kot del zahodne ljubljanske obvoznice je bila zgrajena od priključka s Celovško cesto do priključka Vič z razcepom Koseze v letu 1981. Naslednja etapa je bila tako imenovana črnuška vpadnica, to je danes del glavne ceste od križišča z Zasavsko cesto na Črnučah do Tomačevega ter servisna cesta do Dunajske ceste. Konec leta 1983 je bil predan prometu odsek med Dunajsko in Celovško cesto. Šele oktobra 1996 je bil nato zgrajen odsek med Šmartinsko in Dunajsko cesto s krožiščem Tomačevo. Kot zadnji je bil leta 1997 zgrajen odsek od razcepa Zadobrova do priključka Šmartinska cesta. Krožišče Tomačevo je bilo v letu 2010 rekonstruirano, razširjeno in semaforizirano zaradi priključevanja novih krakov mestnih cest in Športnega parka Stožice.

## Značilnosti
Hitra cesta H3 je ena najbolj prometnih cest v Sloveniji. Na odseku (Lj. Zadobrova–Leskovškova cesta) je bil leta 2023 povprečni letni dnevni promet (PLDP) 53.587 vozil, na odseku Dunajska–Celovška cesta 67.000 vozil, na odseku Celovška cesta–Koseze pa 66.000 vozil.
Prečni profil znaša 26,4 metra, v tej širini so vključeni vozni, prehitevalni in odstavni pas – vsak širine po 3,5 metra na obeh smernih voziščih, robni in ločilni pas ter berme. V ločilnem pasu je betonska varnostna ograja ("New Jersey"). Hitra cesta poteka v območju drugega varstvenega pasu vodarne Hrastje (osrednje zajetje pitne vode za Ljubljano), zato je bil izveden vodotesen sistem odvodnjavanja zaradi preprečitve izlitja nevarnih snovi in s tem zaščitena podtalnica pred onesnaženjem. Hitra cesta je tudi v celoti osvetljena z javno razsvetljavo skladno s predpisi. Opremljena je s spremenljivo prometno signalizacijo ("pametna cesta"), ki je vodena iz nadzornega centra za državne ceste v Dragomlju.

## Priključki
- Šmartinska cesta;
- Krožišče/krožača Tomačevo (Štajerska cesta in povezovalne ceste);
- Ljubljana center (Dunajska cesta);
- Slovenčeva cesta (polovični);
- priključek Ljubljana Savlje - industrijski;
- Ljubljana sever (Celovška cesta);
- Vodnikova cesta;
- Podutiška cesta (ob izgradnji odseka A2 Šentvid–Koseze je bil rekonstruiran in prilagojen novemu razcepu Koseze).

## Objekti
- 1 most dolžine 7,78 m;
- 19 nadvozov v skupni dolžini 937,31 m;
- 2 nadvoza za železnico dolžine 72,1 in 56,0 m.

Praktično po celotni dolžini so obojestransko zgrajene servisne ceste kot dostop s priključkov na mestne ulice in obratno.